# Tachygyna proba
Tachygyna proba Millidge, 1984 è un ragno appartenente alla famiglia Linyphiidae.

## Caratteristiche
Gli esemplari maschili hanno lunghezza totale 1,25 - 1,40 mm; il cefalotorace è lungo 0,60 - 0,65 mm; le femmine sono leggermente più grandi, 1,30 - 1,65 mm di lunghezza totale.

## Distribuzione
La specie è stata rinvenuta negli USA e nel Canada: l'olotipo maschile è stato reperito alcuni chilometri ad ovest dell'Allison Pass, nel Manning Provincial Park, nella regione canadese della Columbia Britannica nel settembre 1974; altri esemplari sono stati rinvenuti nello stato di Washington

## Tassonomia
Al 2013 non sono note sottospecie e non sono stati esaminati nuovi esemplari dal 1984.